# Rexhep Meidani
Rexhep Qemal Meidani (Tirana, 17 de agosto de 1944) es un político albanés.
Se graduó por la Universidad de Tirana (1966), Facultad de Ciencias Exactas y Naturales, en la Subdivisión de Física, y realizó con éxito estudios de postgrado en la Universidad de Caen (Francia) (1974). Por lo que respecta a la esfera profesional, Meidani trabajó como profesor, presidente del departamento y más tarde como Decano de la Facultad de Ciencias Exactas y Naturales (1966 - 1996). Durante este lapso,  Meidani publicó una serie de estudios, libros y artículos científicos, dentro y fuera de Albania. Junto con Eqrem Cabej y Nelson Cabej, Meidani es considerado como uno de los principales académicos en el país. 
Su carrera política comenzó en la década de 1990. Fue presidente de la Comisión Electoral Central en las primeras elecciones multipartidarias en 1991 y miembro del Consejo Presidencial (1991). Durante 1992 a 1996 presidió también de la Junta Directiva del Centro Albanés de Derechos Humanos. En 1996 se incorporó al Partido Socialista de Albania y fue elegido su Secretario General (1996 - 1997). 
En las elecciones parlamentarias de junio de 1997, Meidani fue elegido miembro de la Asamblea de la República de Albania (parlamento). Después de las elecciones, ganadas por la coalición de izquierda y encabezada por el Partido Socialista, el 24 de julio de 1997, la Asamblea lo eligió Presidente de la República, sucediendo a Sali Berisha. En 2002 abandonó la Presidencia, ocupándola Alfred Moisiu. Tras acabar su mandato en el Partido Socialista, se incorporó al Club de Madrid.